# Ravske, Jovkva
Ravske (în ucraineană Равське) este un sat în comuna Lîpnîk din raionul Jovkva, regiunea Liov, Ucraina.

## Demografie
Componența lingvistică a localității Ravske
     Ucraineană (100%)
Conform recensământului din 2001, toată populația localității Ravske era vorbitoare de ucraineană (100%).